# Garlopa mecànica

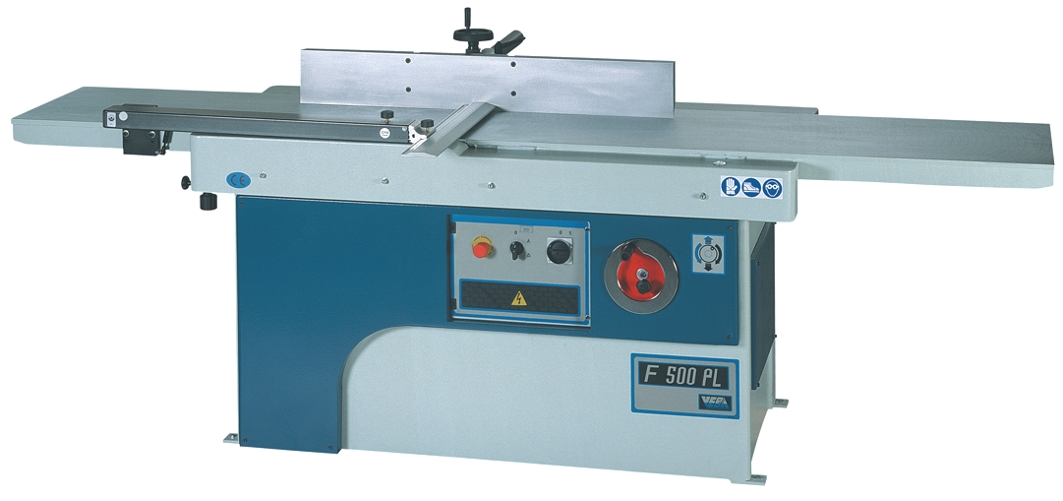
Garlopa mecànica

 Garlopa mecànica  és una màquina de fusteria, que s'utilitza per ribotar i fer rebaixos, i per rectificar llistons o tirants de fusta.

## Tipus
Existeixen bàsicament dos tipus de garlopa mecànica:

### Garlopa portàtil (professional)
És una garlopa manual, amb el detall mecànic. Aquesta eina s'utilitza per a tasques d'ajustaments, terminacions i per a aplanar i rebaixar en la mida necessària, taulons, llistons i/o tirants de fusta.

### Garlopa de banc (industrial)
- La que està inclosa dins d'una màquina a la qual es denomina combinada, que en general té les funcions d'escairar (dur a angles necessaris diferent tipus de materials).
- El Tupí, la qual cosa produeix les anomenades motllures (acabats en arestes i plànols) per mitjà d'un complement de metall o acer ràpid, que gira a una velocitat molt més gran que la resta de components per mitjà d'un sistema de politjas multiplicadores.

Un altre dispositiu que executa funcions dins d'una màquina combinada és el barrinada que serveix tant en la confecció d'encaixos  o buidatge de suports de fusta per al muntatge d'una frontissa, d'un pany, etc.
Finalment, una funció que comparteix la garlopa és el ribot o regruixadora, que està situat al part inferior del pla de la garlopa i serveix per a rebaixar la mida necessària, llistons i/o tirants de fusta. El que utilitzen tant la garlopa com el ribot és l'eix de metall que suporta tres o més fulles.